# Leif Janzon
Leif Torild Janzon, född 24 februari 1944, är en svensk teaterskribent, librettist och översättare. 
Janzon har bland annat skrivit libretton till musikdramatiska verk av Jonas Forssell, Sven-David Sandström och Catharina Backman. Han har översatt från engelska och franska samt i mindre utsträckning från tyska och danska. Bland författare som han översatt märks Norman Mailer, Roland Barthes och nobelpristagaren Seamus Heaney, men han har också översatt kriminalromaner.

## Egna skrifter (urval)
- Sju decennier : svensk teater under 1900-talet (skriven tillsammans med P. G. Engel) (Forum, 1974)
- Teatertidskrifter i Sverige under 1900-talet (1979)
- Theatre in Sweden (skriven tillsammans med Claes Englund) (Svenska institutet, 1997)

## Översättningar (urval)
- Brian Garfield: Vän av ordning (Death wish) (Forum, 1974)
- Gerti Tetzner: Karen W. (Karen W.) (Forum, 1977)
- Roger Borniche: Ärkeängeln (L'archange) (Forum, 1979)
- Erich Scheurmann: Papalagi : tal av söderhavshövdingen Tuiavii från Tiavea (Der Papalagi) (Korpen, 1983)
- Roland Barthes: Kärlekens samtal : fragment (Fragments d'un discours amoureux) (Korpen, 1983)
- William Faulkner: En ros åt Emily och andra noveller (Carlsson, 1990)
- James Purdy: Mister Evening : noveller (Carlsson, 1992)
- Seamus Heaney: Dit man hör : litterära essäer (Natur och kultur, 1996)
- Julian Barnes: Över kanalen (Cross channel) (Forum, 1997)
- Norman Mailer: Evangelium enligt Jesus (The Gospel according to the Son) (Natur och kultur, 1998)
- Ethan Coen: Edens portar (Gates of Eden) (Forum, 1999)
- John Updike: Småstadsliv (Villages) (Forum, 2005)
- Antoine de Saint-Exupéry: Kamrater på en irrande planet (Terre des hommes) (Lind & Co, 2005)
- Alexander McCall Smith: Flickan som gifte sig med ett lejon (The girl who married a lion) (Lind & Co, 2006)
- Christopher Isherwood: Farväl till Berlin (Goodbye to Berlin) (Lind & Co, 2009)
- Naja Marie Aidt: Babian : noveller (Bavian) (Lind & Co, 2009)
- Belinda Bauer: Livets & dödens villkor (The facts of life and death) (Modernista, 2014)